# Andreas Brämer

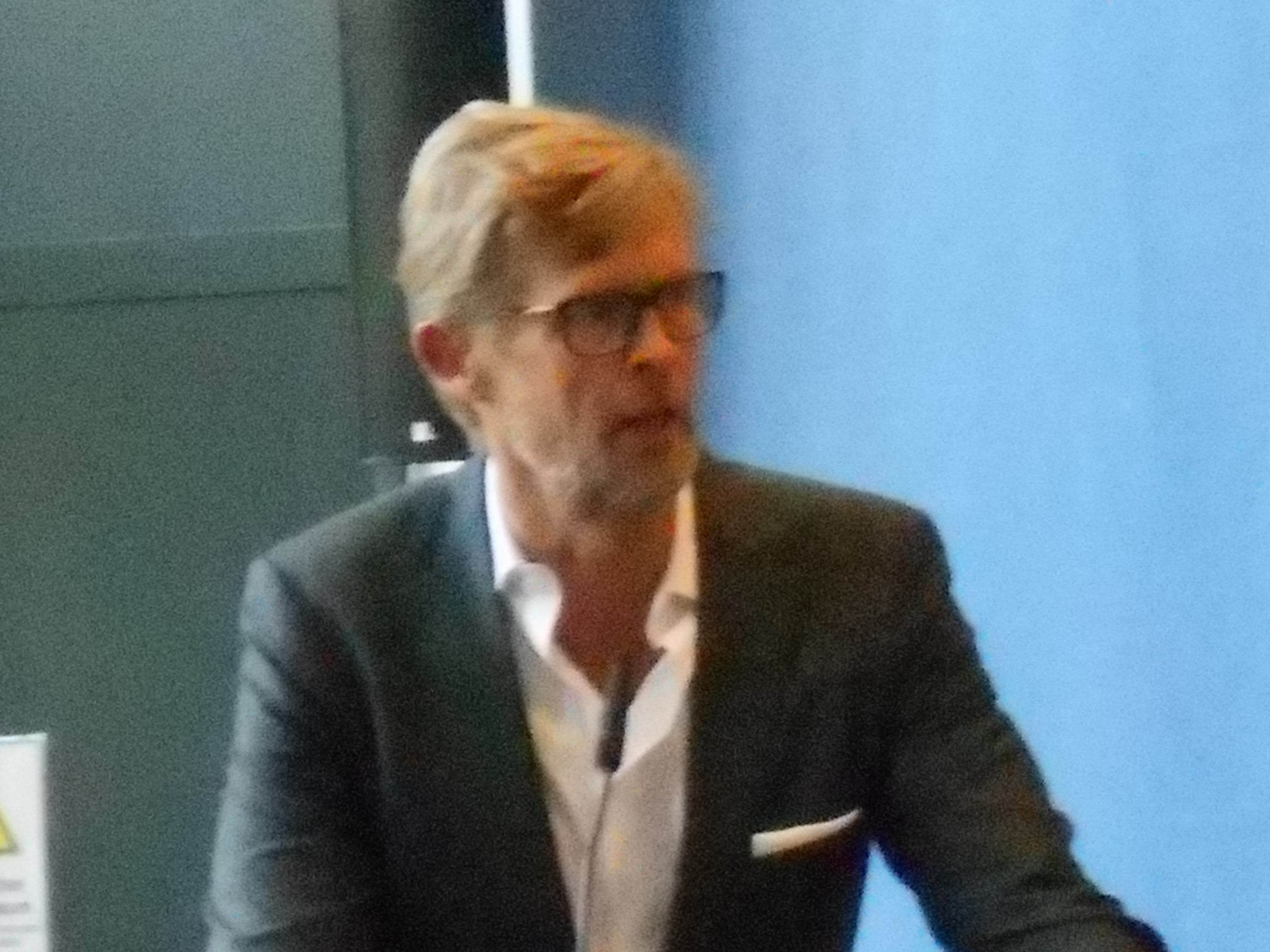
Andreas Brämer

Andreas Brämer (* 1964) ist ein deutscher Historiker.

## Leben
Er studierte von 1987 bis 1993 an der Hochschule für Jüdische Studien Heidelberg sowie an der Hebräischen Universität Jerusalem. Im Fach Judaistik wurde er 1997 an der Freien Universität Berlin promoviert. Seit seiner Habilitation 2004 lehrt er als Privatdozent im Fachbereich Geschichte der Universität Hamburg.
Bevor er 1997 an das Institut für die Geschichte der deutschen Juden wechselte, war er als wissenschaftlicher Mitarbeiter an der Hochschule für Jüdische Studien sowie in der Gesamthochschule Duisburg tätig. 2005 wurde er zum stellvertretenden Leiter des IGdJ ernannt, als dessen kommissarischer Leiter er zudem 2011/2012 amtierte. Seit 1. Oktober 2024 leitet er die Hochschule für Jüdische Studien Heidelberg.
Als Vertreter des IGdJ verbrachte er das akademische Jahr 2014/2015 in Philadelphia, wo er sich auf Einladung des Herbert D. Katz Center for Advanced Judaic Studies an der University of Pennsylvania einer internationalen und interdisziplinären Forschergruppe anschloss.

## Schriften (Auswahl)
- Der Israelitische Tempelverein in Hamburg (1817–1938). Jüdische Reform und die Erfindung religiöser Traditionen (= Veröffentlichungen des Vereins "Heine-Haus" e. V.). Hamburg 1999, OCLC 234073644.
- Rabbiner und Vorstand. Zur Geschichte der jüdischen Gemeinde in Deutschland und Österreich 1809–1871 (= Aschkenas. Zeitschrift für Geschichte und Kultur der Juden, Beiheft 5). Böhlau, Wien u. a. 1999, ISBN 3-205-99112-5.
- als Bearbeiter: Iris Fishof, Jüdische Buchmalerei in Hamburg und Altona. Zur Geschichte der Illumination hebräischer Handschriften im 18. Jahrhundert (= Aschkenas. Zeitschrift für Geschichte und Kultur der Juden, Beiheft 5). Christians, Hamburg 1999, ISBN 3-7672-1315-X.
- Der Israelitische Tempelverein in Hamburg (1817–1938). Jüdische Reform und die Erfindung religiöser Traditionen (= Studien zur jüdischen Geschichte, Band 8). Dölling und Galitz, Hamburg 2000, ISBN 3-933374-78-2.
- Rabbiner Zacharias Frankel. Wissenschaft des Judentums und konservative Reform im 19. Jahrhundert (= Netiva – Wege deutsch-jüdischer Geschichte und Kultur. Studien des Salomon Ludwig Steinheim-Instituts, Band 3). Olms, Hildesheim u. a. 2000, ISBN 3-923356-82-X, (zugleich Dissertation, FU Berlin 1996).
- als Herausgeber mit Stefanie Schüler-Springorum und Michael Studemund-Halévy: Aus den Quellen. Beiträge zur deutsch-jüdischen Geschichte. Festschrift für Ina Lorenz zum 65. Geburtstag (= Studien zur jüdischen Geschichte, Band 10). Dölling und Galitz, München 2005, ISBN 3-937904-09-3.
- Leistung und Gegenleistung. Jüdische Religions- und Elementarlehrer in Preußen 1823/24 bis 1872 (= Hamburger Beiträge zur Geschichte der deutschen Juden, Band 30). Wallstein, Göttingen 2006, ISBN 3-8353-0031-8, (zugleich Habilitationsschrift, Hamburg 2004).
- Joseph Carlebach (= Hamburger Köpfe). Ellert & Richter, Hamburg 2007, ISBN 3-8319-0293-3.
- Die 101 wichtigsten Fragen – Judentum (= Beck'sche Reihe, Band 7024). Beck, München 2010, ISBN 978-3-406-59984-2.
  - Die 101 wichtigsten Fragen – Judentum (= Beck'sche Reihe, Band 7024). 2. durchgesehene Auflage, Beck, München 2015, ISBN 3-406-68642-7.
- als Herausgeber mit Arno Herzig und Krzysztof Christoph Ruchniewicz: Jüdisches Leben zwischen Ost und West. Neue Beiträge zur jüdischen Geschichte in Schlesien (= Hamburger Beiträge zur Geschichte der deutschen Juden, Band 44). Wallstein-Verl., Göttingen 2014, ISBN 3-8353-1015-1.
- als Herausgeber: Ludwig Philippson. Ausgewählte Werke (= Deutsch-jüdische Autoren des 19. Jahrhunderts. Schriften zu Staat, Nation, Gesellschaft, Band 5). Böhlau, Köln u. a. 2015, ISBN 978-3-412-22444-8.